# Synode von Compiègne (757)
Die Synode von Compiègne (757), auch Reichstag von Compiègne, Conventus Compendiensis oder Concilium Compendiense genannt, war eine fränkische Reichssynode unter König Pippin. Sie fand in Compiègne in der damaligen Provinz Picardie im Norden Frankreichs statt.
Aus den Aufzeichnungen des Bischofs Chrodegang vom Bistum Metz für das Kloster Gorze geht hervor, dass an der Synode 20 Bischöfe und weitere Kleriker teilnahmen, u. a. der Bischof von Konstanz Sidonius, Adalfried von Noyon, Lupus von Sens, Fulcharius von Tongern (später Lüttich), Vulfrannus von Meaux, Herväeus von Besançon, Meginauld von Würzburg, Jakob I. von Toul, Eusebius von Tours, Sadrius von Angers und Deofried von Paris sowie der päpstliche Nuntius Bischof Georg von Ostia mit dem Sacellarius Johannes. Des Weiteren war ein Abgesandter des byzantinischen Kaisers anwesend.
Es wurden 21 Kanones beschlossen; diese behandeln überwiegend Fragen des Eherechts. Beispielsweise werden Verwandtschaftsehen nur im vierten Grad erlaubt (Art. 1–4). Wenn eine Frau gegen den Willen ihres Mannes „den Schleier nimmt“ (in ein Kloster eintritt), kann er sie wieder zur Ehe zurückfordern (Art. 5), wenn sie es aber mit Zustimmung ihres Mannes tut, darf er eine andere heiraten. Dasselbe gilt auch für Männer, die ins Kloster gehen, dann darf die Frau einen anderen heiraten (Art. 16). Wenn ein Mann wegen einer Fehde in ein anderes Land zieht, darf weder er noch sie wieder heiraten (Art. 21). Eine Reihe von Bestimmungen befasst sich mit sexuellen Beziehungen unter Verwandten, für die es offensichtlich einen großen Regelungsbedarf gab. Wenn z. B. ein Mann mit zwei Schwestern (Art. 18) oder mit einer Mutter und ihrer Tochter (Art. 17) den Beischlaf ausübt, wird ihm eine spätere Ehe verboten, wenn die Frauen aber davon gegenseitig nichts wussten, können sie wieder heiraten; wenn ein Bruder mit der Frau seines Bruders Ehebruch begeht, dürfen beide nicht wieder heiraten, der „beleidigte“ Mann kann aber eine andere Frau nehmen (Art. 11). Wenn ein Mann mit der Braut seines Sohnes sündigt, müssen beide auf eine Ehe verzichten, der Sohn kann aber eine andere heiraten (Art. 13). Wenn eine Frau willentlich einen Sklaven heiratet, muss sie ihn behalten (Art. 8); dies gilt auch für einen Mann. Wenn ein Mann oder eine Frau unwissentlich einen Unfreien heiratet, so kann er sie bzw. sie ihn entlassen und jemand anderen heiraten (Art. 7). In den Bestimmungen kommt somit ein hohes Ausmaß an Gleichbehandlung von Frauen und Männern zum Ausdruck.
Wenn jemand von einem Ungetauften mit der Trinitätsformel getauft wurde, ist die Taufe gültig (Art. 12); es bedarf aber zusätzlich einer Handauflegung durch einen Bischof. Wenn ein Aussätziger seiner Frau gestatten will, dass sie einen anderen heiratet, so mag sie das tun, dasselbe gilt auch für einen Mann (Art. 19).
Es wurde auch ein Privilegium des Bischofs Chrodegang, das Kloster Gorze zu gründen, von den anwesenden Bischöfen anerkannt. Auf diesem Reichstag hat auch Tassilo III., der sich damals im Gewahrsam von Pippin befand, König Pippin die Treue geschworen und wurde daraufhin aus der Vormundschaft entlassen.
Es wird darauf verwiesen, dass in den überlieferten Handschriften zu dieser Synode irrtümlich weitere vier Kanones enthalten sind, die aber bereits bei der Synode von Metz bzw. von Verneuil beschlossen wurden.

## Edition
- Alfred Boretius (Hrsg.): (MGH Capit., 1), S. 37–39 (Online: dMGH).